# Tipula (Vestiplex) montana verberneae
Tipula (Vestiplex) montana verberneae is een ondersoort van de tweevleugelige Tipula (Vestiplex) montana uit de familie langpootmuggen (Tipulidae). De ondersoort komt voor in het Palearctisch gebied.